# 第36回宝塚記念

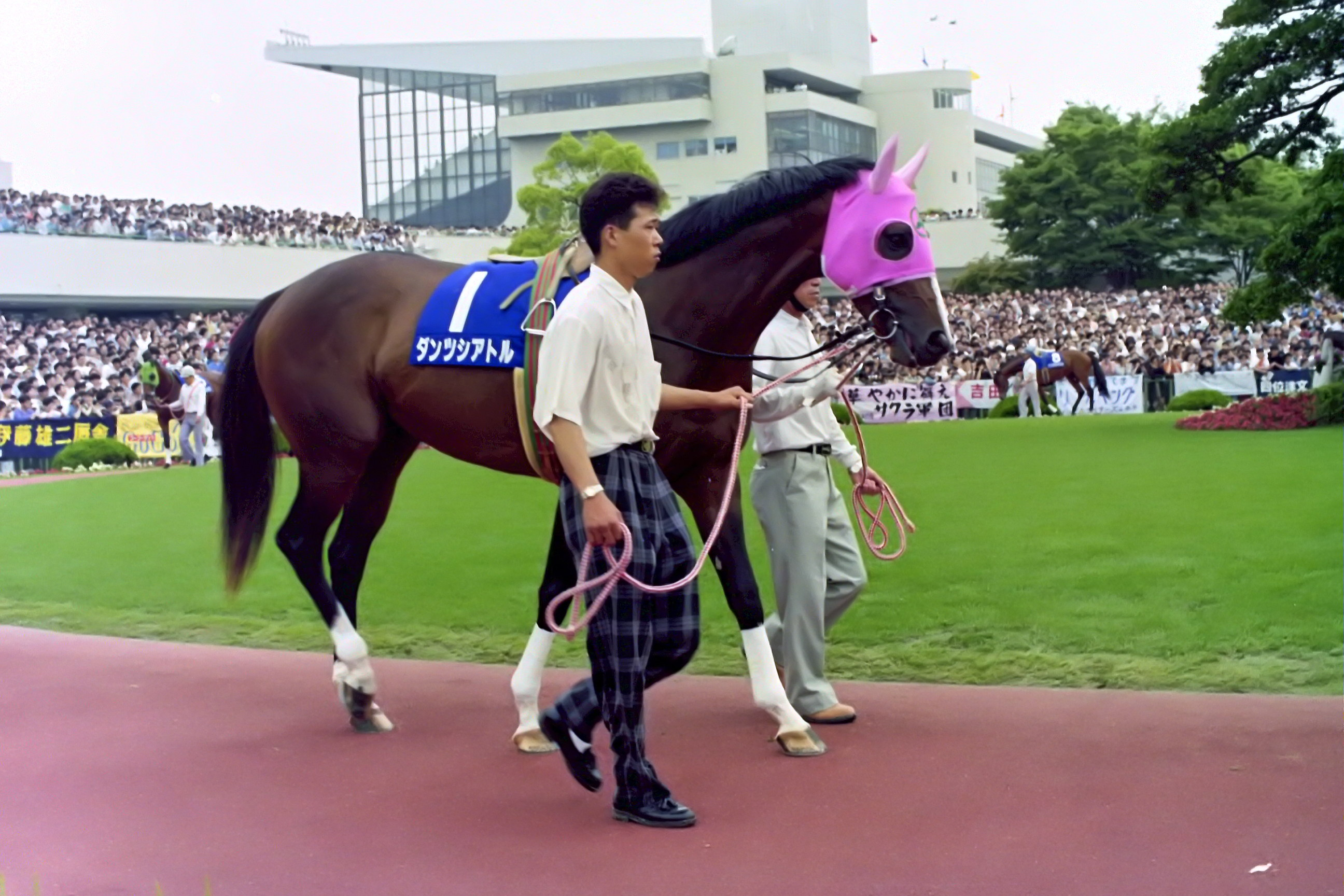
優勝したダンツシアトルのレース当日のパドックでの様子

本項では京都競馬場で1995年6月4日に行われた第36回宝塚記念について詳述する。ダンツシアトルが優勝した。

## レース施行時の状況
阪神競馬場が阪神・淡路大震災（兵庫県南部地震）で被災したことにより、京都競馬場の「震災復興支援競走」として行われた。これは本来1月21日、22日に行われる予定であった京都競馬の代替開催である。当時の開催は東京競馬場と中京競馬場（当初予定された阪神競馬場第3回相当分の代替開催）、更に6月3日、4日の2日間限定で京都競馬場が追加され、当初予定していた6月11日から会期を1週間前倒して行われた。
このレースには、関東馬のライスシャワーがファン投票の1位に選ばれて、堂々と出走していた。ライスシャワーは1992年の菊花賞と1993年、95年の春の天皇賞を制するなど京都コースを得意としており、距離不適と言われながら、どういうレースをするか注目されていた。
なお、この競走には地方競馬からただ一頭、笠松所属のトミシノポルンガが参戦し、同年3月に同じ京都で行われた4歳牝馬特別をライデンリーダーで勝った安藤勝己と共に遠征している。

## 出走馬と枠順
| 枠番 | 馬番 | 競走馬名           | 性齢 | 騎手     | オッズ        | 調教師     |
| ---- | ---- | ------------------ | ---- | -------- | ------------- | ---------- |
| 1    | 1    | ダンツシアトル     | 牡6  | 村本善之 | 5.1（2人）    | 山内研二   |
| 1    | 2    | ダンシングサーパス | 牡6  | 岸滋彦   | 83.0（15人）  | 内藤繁春   |
| 2    | 3    | エアダブリン       | 牡5  | 四位洋文 | 10.4（6人）   | 伊藤雄二   |
| 2    | 4    | トーヨーリファール | 牡6  | 松永昌博 | 134.9（17人） | 松永善晴   |
| 3    | 5    | アイルトンシンボリ | 牡7  | 藤田伸二 | 43.5（12人）  | 畠山重則   |
| 3    | 6    | サクラチトセオー   | 牡6  | 小島太   | 4.4（1人）    | 境勝太郎   |
| 4    | 7    | ハギノリアルキング | 牡6  | 南井克巳 | 25.0（9人）   | 小林稔     |
| 4    | 8    | ナリタタイシン     | 牡6  | 山田泰誠 | 13.3（7人）   | 大久保正陽 |
| 5    | 9    | タイキブリザード   | 牡5  | 岡部幸雄 | 7.8（5人）    | 藤沢和雄   |
| 5    | 10   | ネーハイシーザー   | 牡6  | 塩村克己 | 6.9（4人）    | 布施正     |
| 6    | 11   | インターマイウェイ | 牡6  | 松永幹夫 | 86.0（16人）  | 中村均     |
| 6    | 12   | トミシノポルンガ   | 牡7  | 安藤勝己 | 74.8（14人）  | 加藤健     |
| 7    | 13   | ゴーゴーゼット     | 牡5  | 石橋守   | 38.4（11人）  | 新井仁     |
| 7    | 14   | チョウカイキャロル | 牝5  | 小島貞博 | 28.9（10人）  | 鶴留明雄   |
| 8    | 15   | フジヤマケンザン   | 牡8  | 河内洋   | 47.8（13人）  | 森秀行     |
| 8    | 16   | ライスシャワー     | 牡7  | 的場均   | 6.0（3人）    | 飯塚好次   |
| 8    | 17   | インターライナー   | 牡5  | 横山典弘 | 23.0（8人）   | 柄崎孝     |

※馬齢は旧表記。

## レース展開
17頭が綺麗なスタートを切った。レースはトーヨーリファール、ダンツシアトル、タイキブリザードの順で進められた。一方のライスシャワーとサクラチトセオーは後方を進んでいた。
向正面に差し掛かると、トーヨーリファールが依然先頭でペースが速くなっていく。しかし、3コーナーの下りに差し掛かったその時、ライスシャワーが躓いたかように転倒、鞍上の的場均も馬場に叩きつけられるような形で投げ出されてしまった。実況していた杉本清（当時関西テレビアナウンサー）は、場内の悲鳴を大歓声と勘違いしたことで、「大歓声が上がった。おっと、1頭落馬!　1頭落馬!　これは何が落馬したんでしょうか? ライスシャワー落馬! ライスシャワー落馬であります!」と伝えた。杉本はライスシャワーが落馬した時にどの馬が落馬したのか双眼鏡で確認しようとしたが、ゲスト解説として放送席にいた田原成貴が「ライスシャワー!ライスシャワー!」と直ぐに言ったため、その時点で落馬した馬がライスシャワーだったことに気づいたという。しかしこの勘違いが、後に視聴者から「落馬事故が起きているのに大歓声と表現するのは何事か?」とクレームがついた。
結果はダンツシアトルがコースレコードで優勝、2着にはタイキブリザード、3着はエアダブリンが入った。
この競走の映像（関西テレビ放送の中継の映像を収録したもの）は、1995年10月20日にポニーキャニオンより発売された「中央競馬GIシリーズ 宝塚記念史」に収録されている。

## 全着順
| 着順 | 枠番 | 馬番 | 競走馬名           | タイム | 着差      |
| ---- | ---- | ---- | ------------------ | ------ | --------- |
| 1    | 1    | 1    | ダンツシアトル     | 2.10.2 |           |
| 2    | 5    | 9    | タイキブリザード   | 2.10.3 | クビ      |
| 3    | 2    | 3    | エアダブリン       | 2.10.3 | クビ      |
| 4    | 2    | 4    | トーヨーリファール | 2:10.6 | 1 3/4馬身 |
| 5    | 3    | 5    | アイルトンシンボリ | 2:10.7 | 1/2馬身   |
| 6    | 1    | 2    | ダンシングサーパス | 2:10.8 | 1/2馬身   |
| 7    | 3    | 6    | サクラチトセオー   | 2:10.9 | 3/4馬身   |
| 8    | 7    | 13   | ゴーゴーゼット     | 2:11.0 | 1/2馬身   |
| 9    | 4    | 7    | ハギノリアルキング | 2:11.1 | 1/2馬身   |
| 10   | 6    | 12   | トミシノポルンガ   | 2:11.3 | 1 1/2馬身 |
| 11   | 8    | 15   | フジヤマケンザン   | 2:11.5 | 1 1/2馬身 |
| 12   | 7    | 14   | チョウカイキャロル | 2:11.6 | 3/4馬身   |
| 13   | 6    | 11   | インターマイウェイ | 2:12.0 | 2 1/2馬身 |
| 14   | 5    | 10   | ネーハイシーザー   | 2:12.0 | クビ      |
| 15   | 8    | 17   | インターライナー   | 2:12.0 | アタマ    |
| 16   | 4    | 8    | ナリタタイシン     | 2:12.1 | クビ      |
| 中止 | 8    | 16   | ライスシャワー     | -      | -         |

## 払戻金
| 単勝式 | 1   | 510円  |
| 複勝式 | 1   | 210円  |
| 複勝式 | 9   | 230円  |
| 複勝式 | 3   | 280円  |
| 枠連   | 1-5 | 890円  |
| 馬連   | 1-9 | 1580円 |

## レース後

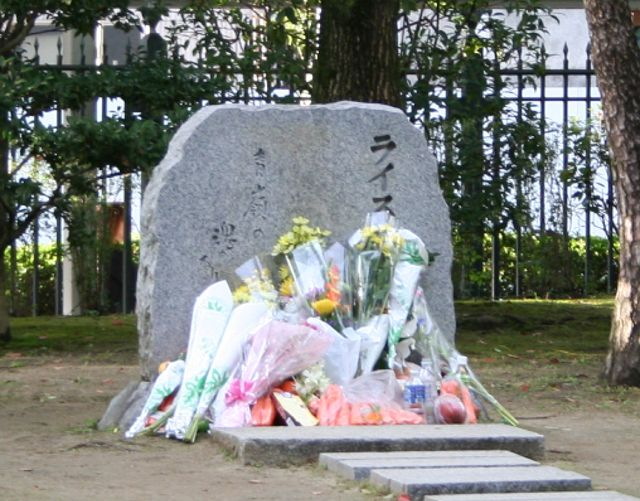
ライスシャワー記念碑（京都競馬場）

転倒して競走を中止したライスシャワーは左第一指関節の開放脱臼という、はずれた骨が皮膚を突き破る致命傷を負っていた。その結果、ライスシャワーはその場で予後不良と診断され、安楽死の処置がとられた。
優勝したのはダンツシアトルだが、このレースは「ライスシャワーの最後のレース」としてよく知られている。
関東馬でありながら京都競馬場に縁深かった（GI3勝を挙げたのも生涯を閉じたのも京都競馬場）ライスシャワーの冥福を祈り、1995年の秋に同競馬場パドック奥に記念碑が建立された。その死から25年近く経た今もなお、碑を訪れて献花や供え物を捧げるファンは多いが、供え物は2020年の京都競馬場改築工事の際に一旦全部撤去された。
レース当日に『スーパー競馬』を放送していたフジテレビの本社（当時の本社は新宿区河田町）には、番組終了後も「ライスシャワーはどうなったのでしょうか？」とライスシャワーの容態を心配する競馬ファンや視聴者からの問い合わせが殺到した。
なお、このレースはライスシャワー以外にも故障馬が多く出ている。優勝したダンツシアトルも、高速馬場での日本レコードで激走した反動で屈腱炎が再発し、このレースがラストランとなった。最下位でゴールしたナリタタイシンもこのレースの後に屈腱炎が再発し、引退に追い込まれている。また、3着のエアダブリンと14着のネーハイシーザーも屈腱炎を発症し長期休養を余儀なくされている。
村本善之騎手は同レース10年ぶりの優勝となり、これは2024年現在横山典弘(23年間)・和田竜二(18年間)に次いで南井克巳と並ぶ同レース史上3位タイのブランク制覇となっている